# ミニョンのロマンス (デュパルク)

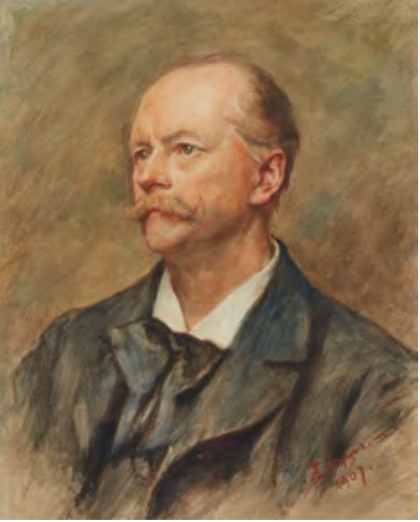
デュパルク

『ミニョンのロマンス』（フランス語: Romance de Mignon）、アンリ・デュパルクが1869年に作曲した歌曲（ホ長調）で、ドイツのゲーテの原詩のヴィクトール・ヴィルデルによるフランス語訳に作曲された。

## 概要
ゲーテの同じ原詩に基づく主なフランス語作品にはアンブロワーズ・トマのオペラ・コミック『ミニョン』（1866年）、シャルル・グノーの歌曲『ミニョン』（ルイ・ガレの訳、1878年）などがある。
ゲーテの詩は3詩節まである。第3詩節は山々について語りながらも、ミニョンの故郷イタリアのことを語っている。後に作曲された『旅への誘い』と同じように、ここでデュパルクは場所と土地を明確にしていない詩節のみを扱っているが、これは彼の歌曲に〈普遍的な〉共感を与えている。曲はソプラノまたは高いメゾ・ソプラノに向いていて、あまりドラマティックにならないようになっている。
音楽はどこか遠く離れた国を思わせる高音域のピアノ伴奏で始まる。続いて2つの節がほぼ同じ音楽で繰り返されるが、各節の最後の2行は同じ言葉が反復され、恋人に呼びかける女性の気持ちを強調している。そして、最後はピアノの低音から静かな旋律が聞こえて終わる。

## 歌詞
Le connais-tu ce radieux pays

Où brille dans les branches l’or des fruits?

Un doux zéphyr embaume l’air

Et le laurier s’unit au myrte vert.

Le connais-tu? Le connais-tu?

Là-bas, là-bas mon bien-aimé

Courons porter nos pas.

Le connais-tu ce merveilleux séjour

Où tout me parle encore de notre amour?

Où chaque objet me dit avec douleur

Qui t’a ravi ta joie et ton bonheur?

Le connais-tu? Le connais-tu?

Là-bas, là-bas, mon bien-aimé

Courons porter nos pas.
知ってるかしら、太陽の輝く国を。

木々の間に黄金の果実が実り、

優しい西風がかぐわしい匂いを放ち、

月桂樹とミルテの緑にあふれている国を。

知ってるかしら、知ってるかしら。

あの国へ、あの国へ、愛しい人、

さあ、一緒に走って行きましょう。

知ってるかしら、あの素晴らしい場所を。

すべてがまだ私たちの愛について語っている。

何を見ても痛ましげに言っている、

あなたを喜びと幸福で夢中にしたのは誰かと。

知ってるかしら、知ってるかしら。

あの国へ、あの国へ、愛しい人、

さあ、一緒に走って行きましょう。

## 演奏時間
4分から5分。